# Oceanisch kwalificatietoernooi voor het Wereldkampioenschap Hockey 1971
Het officiële Oceanisch kwalificatietoernooi voor het Wereldkampioenschap Hockey van 1971 in Spanje werd gehouden in 1970 op 22 en 23 augustus in  Melbourne, Australië. Het gastland speelde twee wedstrijden tegen Nieuw-Zeeland en won beide waardoor het zich kwalificeerde.
| Team          | GS | W | G | V | DV | DT | DS | Ptn |
| ------------- | -- | - | - | - | -- | -- | -- | --- |
| Australië     | 2  | 2 | 0 | 0 | 7  | 3  | 4  | 4   |
| Nieuw-Zeeland | 2  | 0 | 0 | 2 | 3  | 7  | –4 | 0   |

| 22 augustus 1970 |       |               |  |
| Australië        | 4 – 1 | Nieuw-Zeeland |  |
|                  |       |               |  |

| 23 augustus 1970 |       |               |  |
| Australië        | 3 – 2 | Nieuw-Zeeland |  |
|                  |       |               |  |